# 360° at the Rose Bowl
| Оценки критиков | Оценки критиков |
| Источник        | Оценка          |
| --------------- | --------------- |
| Allmusic        | [ 1 ]           |
| Inthenews.co.uk | [ 2 ]           |
| The Irish Times | [ 3 ]           |

360° at the Rose Bowl — концертное видео ирландской рок-группы U2, записанное 25 октября 2009 года в Пасадене, США в рамках тура U2 360° Tour. Концерт посетило 97,014 зрителя, тем самым установив новый рекорд посещаемости концерта U2 в США; также впервые в истории выступление транслировалось онлайн через сервис YouTube, где его наблюдало рекордное на тот момент число пользователей — около 10 миллионов человек.
Режиссёром фильма выступил Том Крюгер, ранее работавший с группой над фильмом U2 3D. При съёмке было задействовано 27 камер.
360° at the Rose Bowl вышел в форматах DVD и Blu-ray 3 июня 2010 года.

## Список композиций

### Диск 1
1. «Get on Your Boots»
2. «Magnificent»
3. «Mysterious Ways»
4. «Beautiful Day»
5. «I Still Haven’t Found What I’m Looking For»
6. «Stuck in a Moment You Can't Get Out Of»
7. «No Line on the Horizon»
8. «Elevation»
9. «In a Little While»
10. «Unknown Caller»
11. «Until the End of the World»
12. «The Unforgettable Fire»
13. «City of Blinding Lights»
14. «Vertigo»
15. «I’ll Go Crazy If I Don’t Go Crazy Tonight»
16. «Sunday Bloody Sunday»
17. «MLK»
18. «Walk On»
19. «One»
20. «Amazing Grace» / «Where the Streets Have No Name»
21. «Ultraviolet (Light My Way)»
22. «With or Without You»
23. «Moment of Surrender»

### Диск 2
- Squaring The Circle: Creating U2360° — A Documentary
- U2360° Tour Clips
- Bonus Track — Breathe (Live at the Rose Bowl)
- Berlin Time-Lapse Video
- European Tour Opening — Barcelona
- North American Tour Opening — Chicago

#### Videos
- Get On Your Boots
- Magnificent
- I’ll Go Crazy If I Don’t Go Crazy Tonight
- I’ll Go Crazy If I Don’t Go Crazy Tonight (Live at Barcelona)
- The Making Of Get On Your Boots Video
- The Making Of Magnificent Video

#### ROM Content
- Edge’s Tour Photo Gallery
- Screensavers
- Desktop Wallpapers
- Weblinks

## Участники записи
- Боно — вокал, гитара;
- Эдж — гитара, клавишные, вокал;
- Адам Клейтон — бас-гитара;
- Ларри Маллен-мл. — ударные, перкуссия, бэк-вокал;